# Дуб черешковий (пам'ятка природи)
Дуб черешковий — ботанічна пам'ятка природи місцевого значення в Україні. Зростає в межах Стрийського району Львівської області.
Площа 0,05 га. Статус надано згідно з рішенням Львівської облради від 9.10.1984 року № 495. Перебуває у межах Стрийського району та у віданні Стрийського держлісгоспу (Моршинське  лісництво). 
Діаметр дерева 0,76 м, висота 32 м, вік 85 років.